# Velká Británie na Letních olympijských hrách 1924
Velkou Británii na Letních olympijských hrách v roce 1924 ve francouzské Paříži reprezentovalo 267 sportovců (239 mužů a 28 žen) ve 18 sportovních odvětvích.

## Medailová umístění
| Medaile | Jméno                                                                     | Sport             | Disciplína                                   |
| ------- | ------------------------------------------------------------------------- | ----------------- | -------------------------------------------- |
| Zlato   | Harold Abrahams                                                           | Atletika          | Muži běh na 100 m                            |
| Zlato   | Eric Liddell                                                              | Atletika          | Muži běh na 400 m                            |
| Zlato   | Douglas Lowe                                                              | Atletika          | Muži běh na 800 m                            |
| Zlato   | Harry Mallin                                                              | Box               | Muži váha střední do 72,6 kg                 |
| Zlato   | Harry Mitchell                                                            | Box               | Muži váha polotěžká do 79,4 kg               |
| Zlato   | Jack Beresford                                                            | Veslování         | Muži skif                                    |
| Zlato   | Charles Eley James MacNabb Robert Morrison Terence Sanders                | Veslování         | Muži čtyřka bez kormidelníka                 |
| Zlato   | Cyril Mackworth-Praed Philip Neame Herbert Perry Allen Whitty             | Sportovní střelba | Družstvo mužů 100 m běžící jelen, dvě střely |
| Zlato   | Lucy Morton                                                               | Plavání           | Ženy 200 m prsa                              |
| Stříbro | Harold Abrahams William Nichol Walter Rangeley Lancelot Royle             | Atletika          | Muži štafeta 4 × 100 m                       |
| Stříbro | Herbert Johnston Bertram Macdonald George Webber                          | Atletika          | Družstvo mužů 3000 m                         |
| Stříbro | Gordon Goodwin                                                            | Atletika          | Muži chůze 10 km                             |
| Stříbro | James McKenzie                                                            | Box               | Muži váha muší do 50,8 kg                    |
| Stříbro | John Elliott                                                              | Box               | Muži váha střední do 72,6 kg                 |
| Stříbro | Cyril Alden                                                               | Cyklistika        | Muži 50 km                                   |
| Stříbro | Gladys Davies                                                             | Šerm              | Ženy fleret                                  |
| Stříbro | Harold Fowler Edwin Jacob Thomas Riggs Walter Riggs Ernest Roney          | Jachting          | Třída 8 m                                    |
| Stříbro | Cyril Mackworth-Praed                                                     | Sportovní střelba | Muži 100 m běžící jelen, jedna střela        |
| Stříbro | Cyril Mackworth-Praed                                                     | Sportovní střelba | Muži 100 m běžící jelen, dvě střely          |
| Stříbro | Phyllis Harding                                                           | Plavání           | Ženy 100 m znak                              |
| Stříbro | Florence Barker Constance Jeans Grace McKenzie Iris Tanner                | Plavání           | Ženy štafeta 4 × 100 m volný způsob          |
| Stříbro | Phyllis Covell Kathleen McKaneová Godfreeová                              | Tenis             | Ženy čtyřhra                                 |
| Bronz   | Eric Liddell                                                              | Atletika          | Muži běh na 200 m                            |
| Bronz   | Guy Butler                                                                | Atletika          | Muži běh na 400 m                            |
| Bronz   | Henry Stallard                                                            | Atletika          | Muži běh na 1500 m                           |
| Bronz   | Guy Butler George Renwick Richard Ripley Edward Toms                      | Atletika          | Muži štafeta 4 × 400 m                       |
| Bronz   | Malcolm Nokes                                                             | Atletika          | Muži hod kladivem                            |
| Bronz   | Harry Wyld                                                                | Cyklistika        | Muži 50 km                                   |
| Bronz   | Harold Clarke                                                             | Skoky do vody     | Muži věž (5 a 10 m)                          |
| Bronz   | Frederick W. Barrett Dennis Bingham Frederick Guest Percival Kinnear Wise | Pólo              | Muži                                         |
| Bronz   | Gladys Carson                                                             | Plavání           | Ženy 200 m prsa                              |
| Bronz   | Kathleen McKaneová Godfreeová                                             | Tenis             | Ženy dvouhra                                 |
| Bronz   | Evelyn Colyer Dorothy Shepherd-Barron                                     | Tenis             | Ženy čtyřhra                                 |
| Bronz   | Archie MacDonald                                                          | Zápas             | muži, volný styl nad 97 kg                   |